# Прозектор
Прозе́ктор (від лат. prōsecta, -ōrum (prosecto) — жертвенні частини тварин, нутрощі) — помічник професора анатомії, що готує препарати.
Часто цей термін застосовується до спеціальності «патологоанатом», оскільки «прозекторська» частина роботи (тобто секція) є лише окремим елементом при встановленні «прижиттєвого» і «посмертного» діагнозів (поряд з роботою з гістологічними мікропрепаратами тощо).
У багатьох країнах світу прозектор — це окрема спеціалізація, але в країнах колишнього СРСР це лише складова діяльності патологоанатома.